# کلود گی
کلود گی (انگلیسی: Claude Gay؛ ۱۸ مارس ۱۸۰۰ – ۲۹ نوامبر ۱۸۷۳ (۷۳ ساله)) دانشمند در زمینه اهل فرانسه بود.
وی همچنین برندهٔ جوایزی همچون لژیون دونور (شوالیه) شده‌است.